# 丽江微孔草
丽江微孔草（学名：Microula forrestii）为紫草科微孔草属的植物，是中国的特有植物。分布于中国大陆的云南等地，生长于海拔3,400米的地区，一般生于高山草坡，目前尚未由人工引种栽培。